# Безденежный, Анатолий Дмитриевич
Анатолий Дмитриевич Безденежный (15 марта 1938, Ржев — 3 мая 2013) — ведущий солист-вокалист оперного и камерного пения, Народный артист РСФСР (1991).

## Биография
Окончил Новосибирское музыкальное училище. С 1969 года — солист Липецкой филармонии.
Входит в попечительский совет благотворительного фонда помощи детям «Дети Земли».
Умер 3 мая 2013 на 76 году жизни от инфаркта миокарда.

### Семья
Супруга: Ольга Грэйт (Щукина, Сушкова) русский прозаик.
Дочери: Анжелика, Ангелина.
Сын: Андрей

## Творчество
Обладает лирико-драматическим тенором широкого диапазона, красивого тембра и большой силы звука. В репертуаре — русские народные песни, песни современных композиторов, произведения русской и зарубежной классики.
Выступал с Государственным эстрадно-симфоническим оркестром Всесоюзного радио и телевидения, Первым отдельным образцово-показательным духовым оркестром Министерства обороны, Государственным академическим русским народным хором им. Пятницкого, с Государственным духовым оркестром Министерства Культуры РСФСР, с Симфоническим оркестром Московской филармонии в Большом Зале Кремлёвского Дворца съездов с ведущими артистами России. Пел с Галиной Олейниченко, Яном Кратовым, Светланой Лукашовой, с солистом Большого Театра Оперы и Балета засл. артистом РСФСР Валентином Анисимовым, с народными артистами РСФСР солистами Большого Театра Владимиром Моториным, Петром Глубоким, с Зурабом Соцкилавой,Тимофеем Докшицером, Валерием Золотухиным. Работал с народным артистом СССР Мариусом Лиепой.
Участник культульной программы «Олимпиада-80»
Участник двух Концертов мастеров искусств, посвященных Дню Победы (г. Москва).
Участник Больших гастролей с Духовым оркестром Министерства Культуры РСФСР "По столицам союзных республик СССР ".
Гастролировал в России и за рубежом (Польша, Германия, Индия, Китай, Австрия, Италия, Ватикан).
В 2013 году в Издательском Доме ПАРИЖ вышел Документальный фильм Ольги Грэйт «Призвание» о творчестве Анатолия Безденежного.

## Награды
- Орден Дружбы народов (1986)
- Народный артист РСФСР (1991) Указ Президиума Верховного Совета РСФСР от 13 мая 1991 года «О присвоении почетного звания „Народный артист РСФСР“ Безденежному А. Д.»
- Знак «За достижения в культуре»
- Знак «За заслуги перед Липецкой областью», знак «За заслуги перед городом Липецком»
- Занесён к Книгу Почета Липецкой области
- Большая серебряная медаль Ватикана